# Polski Instytut Sztuki Filmowej
Polski Instytut Sztuki Filmowej (PISF) – państwowa osoba prawna, powstała w 2005 r. w celu wspierania rozwoju polskiej kinematografii. Instytut funkcjonuje na podstawie ustawy z dnia 30 czerwca 2005 r. o kinematografii, ustawy z dnia 9 listopada 2018 r. o finansowym wspieraniu produkcji audiowizualnej oraz statutu.
Działalność PISF finansowana jest przede wszystkim z wpłat nadawców telewizyjnych, platform cyfrowych, telewizji kablowych, a także właścicieli kin i dystrybutorów filmów. Instytut ma siedzibę w Warszawie przy ulicy Leona Kruczkowskiego 2.
W 2019 roku dzięki dofinansowaniu Polskiego Instytutu Sztuki Filmowej powstało 40 filmów fabularnych, 42 filmy dokumentalne i 22 filmy animowane. Instytut wspiera też m.in. wszystkie najważniejsze festiwale filmowe odbywające się w Polsce, edukację filmową, rozwój kin i promocję zagraniczną polskiej kinematografii.
W 2020 r. PISF został uhonorowany Polską Nagrodą Filmową – Orłem, przyznaną przez Polską Akademię Filmową za „niezwykły wkład w polskie kino”.

## Zadania

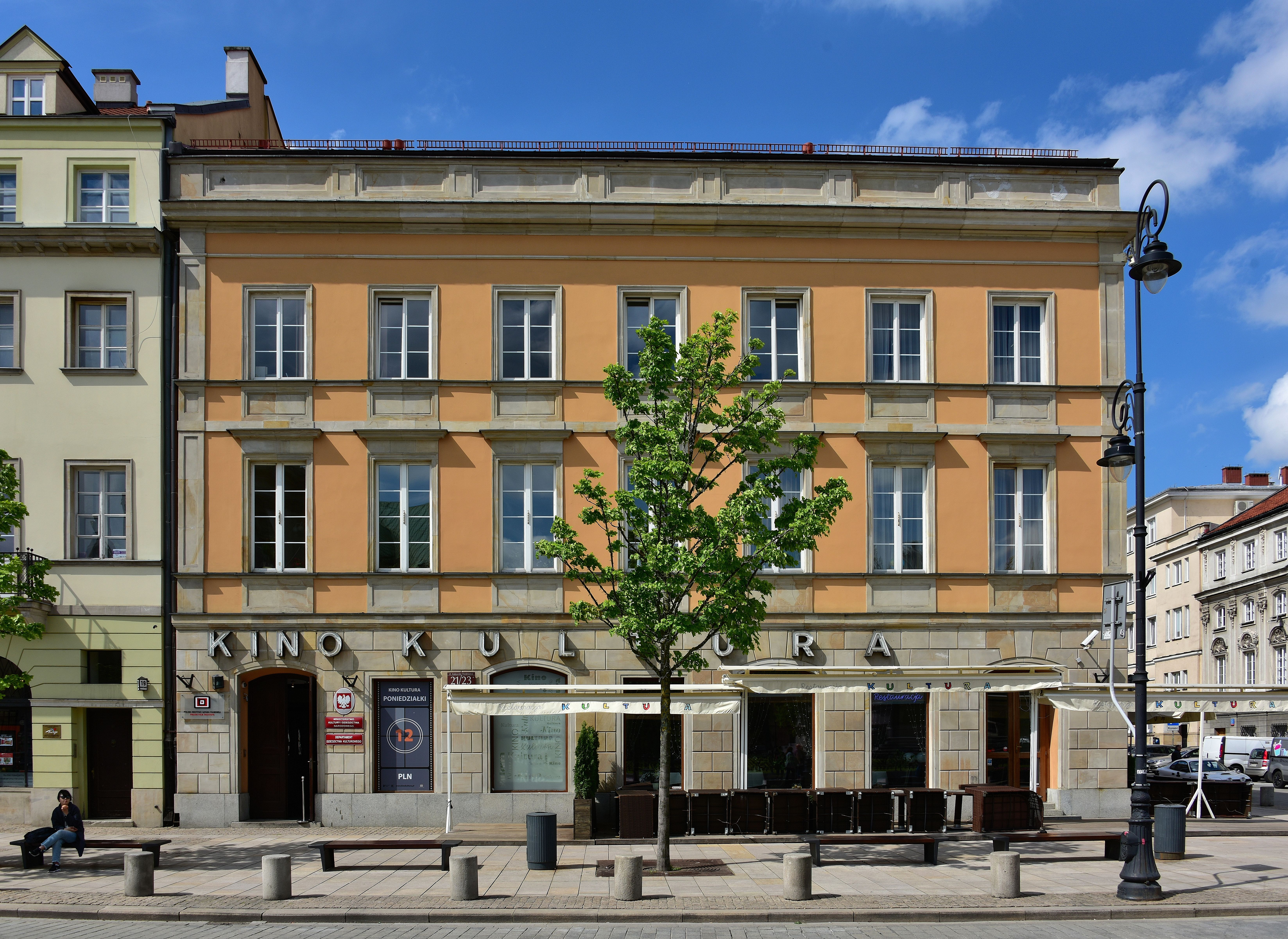
Dawna siedziba Polskiego Instytutu Sztuki Filmowej przy ul. Krakowskie Przedmieście 21 (2005–2019)

PISF realizuje zadania z zakresu polityki państwa w dziedzinie kinematografii, w szczególności przez tworzenie warunków do rozwoju polskiej produkcji filmów i koprodukcji filmowej. Inspiruje i wspiera rozwój wszystkich gatunków polskiej twórczości filmowej, przede wszystkim filmów artystycznych, w tym przygotowania, produkcję i rozpowszechnianie filmów. Instytut wspiera też działania mające na celu tworzenie warunków powszechnego dostępu do dorobku polskiej, europejskiej i światowej sztuki filmowej. Wspiera również debiuty filmowe oraz rozwój artystyczny młodych twórców filmowych.
PISF dofinansowuje przedsięwzięcia z zakresu przygotowania projektów filmowych, produkcji, dystrybucji i rozpowszechniania filmów, promocji polskiej twórczości filmowej i upowszechniania kultury filmowej, w tym produkcji filmów podejmowanych przez środowiska polonijne. Instytut świadczy usługi eksperckie organom administracji publicznej, wspiera również utrzymywanie archiwów filmowych. Działa na rzecz rozwoju potencjału polskiego niezależnego przemysłu kinematograficznego, a w szczególności małych i średnich przedsiębiorców działających w kinematografii. Nadaje każdemu filmowi wyświetlanemu w kinie indywidualny identyfikator publikowany na stronie Instytutu w Biuletynie Informacji Publicznej.
PISF angażuje się w programy wspierające debiutantów, m.in. poprzez Studio „Młodzi i Film” im. Andrzeja Munka. Instytut wspiera programy doskonalenia zawodowego prowadzone przez państwowe i prywatne szkoły filmowe, m.in. Szkołę Wajdy i Warszawską Szkołę Filmową.
W 2011 roku PISF uruchomił program cyfryzacji kin, w ramach którego kina należące do Sieci Kin Studyjnych i Lokalnych są sukcesywnie włączane do Sieci Polskich Kin Cyfrowych. W 2011 roku Instytut zainicjował powstanie Koalicji dla Edukacji Filmowej – porozumienia instytucji pracujących w systemie edukacji szkolnej i pozaszkolnej, którego celem jest nadanie edukacji filmowej i audiowizualnej spójnego charakteru i podniesienie jej rangi w systemie nauczania.
Jednym z prowadzonych przez PISF programów edukacyjnych jest uruchomiona w styczniu 2009 roku Filmoteka Szkolna, dzięki której polskie szkoły mają dostęp do najważniejszych dzieł polskiej kinematografii podzielonych na 54 lekcje. Od 2016 roku program jest prowadzony przez Filmotekę Narodową przy wsparciu PISF. Kolejnym programem edukacyjnym Instytutu była adresowana do studentów Akademia Polskiego Filmu – dwuletni kurs historii polskiego filmu fabularnego – od 2016 roku prowadzona przez Filmotekę Narodową przy wsparciu PISF.
W 2013 roku ruszyła kampania społeczna „Skrytykuj” promująca świadomą dyskusję o kinie wśród młodzieży. Ambasadorami kampanii byli m.in. Zofia Wichłacz, Sebastian Fabijański, Joanna Kulig, Eryk Lubos, Mela Koteluk, Marcin Kowalczyk, Arkadiusz Jakubik, Monika Brodka, Michał Oleszczyk, Tomasz Raczek, Andrzej Bukowiecki i Błażej Hrapkowicz. Od 2016 roku kampania prowadzona jest przez Filmotekę Narodową przy wsparciu PISF.
PISF wspiera finansowo wiele wydarzeń, m.in. festiwale filmowe, a wśród nich Festiwal Filmowy w Gdyni, Warszawski Festiwal Filmowy, Nowe Horyzonty we Wrocławiu, Camerimage w Toruniu, Docs Against Gravity Film Festival czy Krakowski Festiwal Filmowy.

## Organizacja i struktura
Organami Instytutu są: Dyrektor Instytutu oraz Rada Instytutu. Nadzór nad działalnością Instytutu sprawuje minister kultury i dziedzictwa narodowego w zakresie określonym w ustawie, m.in. zatwierdza plan działalności oraz projekt rocznego planu finansowego, a także sprawozdania z działalności oraz finansowe.
Dyrektor PISF odpowiada za całokształt działalności Instytutu. Korzystając z opinii ekspertów oceniających wnioski, podejmuje decyzje o dofinansowaniu przedsięwzięć filmowych przez PISF. Kadencja Dyrektora Instytutu trwa 5 lat. Dotychczas funkcję tę pełnili:
- Agnieszka Odorowicz (3 października 2005 – 2 października 2015)
- Magdalena Sroka (3 października 2015 – 9 października 2017)
- Izabela Kiszka-Hoflik (16 października 2017 – 7 grudnia 2017 jako p.o.)
- Radosław Śmigulski (8 grudnia 2017 – 11 kwietnia 2024)
- Kamila Dorbach (11 kwietnia 2024 – 3 lipca 2024 jako p.o.)[14]
- Karolina Rozwód (4 lipca 2024 – 30 października 2024)[15]
- Kamila Dorbach (od 24 czerwca 2025[16]; od 31 października 2024 jako p.o.[14])

Rada PISF składa się z 11 członków, tworzą ją przedstawiciele twórców, producentów filmowych, związków zawodowych działających w kinematografii, kin, dystrybutorów, nadawców, operatorów telewizji kablowych i platform cyfrowych. Członków Rady Instytutu powołuje minister kultury i dziedzictwa narodowego na trzyletnią kadencję. Rada PISF opiniuje m.in. plan działalności, plan finansowy i sprawozdania roczne Instytutu, a także podział środków finansowych na poszczególne dziedziny kinematografii.
Skład Rady Instytutu kadencji 2024–2026: Andrzej Jakimowski (przewodniczący), Marlena Gabryszewska (wiceprzewodnicząca), Robert Piaskowski (sekretarz), Jacek Bromski, Magdalena Janeczek, Ilona Łepkowska, Mariusz Łukomski, Andrzej Muszyński, Adam Nowe, Mariusz Spisz, Tomasz Wolski.

## Działalność

### Przychody
Budżet PISF stanowią przede wszystkim wpłaty dokonywane przez nadawców telewizyjnych, platformy cyfrowe, telewizje kablowe, a także właścicieli kin i dystrybutorów filmów. Podmioty te zobowiązane są do przekazywania Polskiemu Instytutowi Sztuki Filmowej wpłat w wysokości 1,5% uzyskanego przychodu. Źródłem przychodów jest także dotacja podmiotowa z budżetu ministra kultury i dziedzictwa narodowego. Środki uzyskiwane przez Instytut służą wspieraniu kinematografii, a wydatkowane są w formie dotacji, poręczeń, pożyczek, stypendiów i nagród. Instrumentem do realizacji przedmiotowego wsparcia są Programy Operacyjne, ogłaszane na poszczególne lata przez Dyrektora PISF.

### Programy Operacyjne
Podstawowym zadaniem PISF jest udzielanie dofinansowań w ramach Programów Operacyjnych na produkcję filmową, edukację, upowszechnianie kultury filmowej, rozwój kin i promocję zagraniczną polskiej kinematografii. Programy Operacyjne są najważniejszym instrumentem wypełniania zadań ustawowych przez PISF – określają zakres pomocy publicznej, uprawnionych wnioskodawców i rodzaje zadań. W Programach zawarte są również inne informacje, m.in. określające koszty kwalifikowane, kryteria wyboru projektów, wykaz niezbędnych elementów wniosku oraz tryb rozliczenia.
W 2019 r. PISF prowadził 6 Programów Operacyjnych: Produkcja filmowa, Edukacja filmowa, Upowszechnianie kultury filmowej, Promocja polskiego filmu za granicą, Rozwój kin, Nagrody, eksperci, inne. Dyrektor PISF w 2019 roku podjął decyzje o dofinansowaniu w ramach wszystkich Programów Operacyjnych projektów na łączną kwotę 163 918 655 zł.

### 30% Cash Rebate – Zachęty

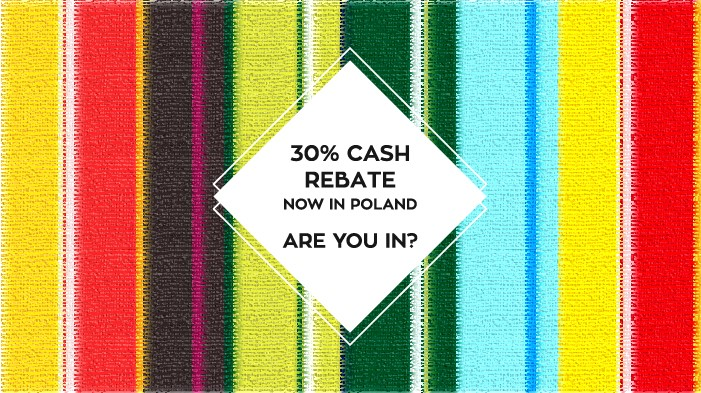
„30% Cash Rebate – Zachęty”

Program Udzielania Wsparcia Finansowego dla produkcji audiowizualnych „30% Cash Rebate – Zachęty” został wprowadzony w lutym 2019 roku na podstawie Ustawy z dnia 9 listopada 2018 r. o finansowym wspieraniu produkcji audiowizualnej i rozporządzenia ministra kultury i dziedzictwa narodowego. To systemowe rozwiązanie, którego podstawowym zadaniem jest wspieranie produkcji audiowizualnej w Polsce. Środki finansowe pochodzą bezpośrednio z budżetu państwa, a operatorem programu jest Polski Instytut Sztuki Filmowej. Do zadań Instytutu należy przede wszystkim przyznawanie, wypłata i rozliczanie wsparcia finansowego produkcji audiowizualnej w formie refundacji części polskich kosztów kwalifikowalnych. Od 19 lutego 2019 r. oferuje zwrot poniesionych w Polsce kosztów produkcji w wysokości maksymalnie 30% polskich wydatków kwalifikowanych.
Polski system zachęt jest otwarty dla produkcji krajowych i międzynarodowych, filmów i seriali fabularnych, animowanych i dokumentalnych. Zwrot dostępny jest dla produkcji polskich oraz międzynarodowych koprodukcji i usług świadczonych dla zagranicznych produkcji (tzw. serwisy). Aby projekt mógł uzyskać wsparcie, jego producenci muszą wydać w Polsce określoną przepisami kwotę pieniędzy, współpracować z polskimi twórcami i ekipami filmowymi oraz zrealizować zdjęcia w polskich plenerach lub studiach filmowych. Po spełnieniu wymaganych kryteriów wsparcie przyznawane jest automatycznie, nie ma gremium eksperckiego rozdzielającego środki finansowe. Mechanizm oparty jest na kryteriach ekonomicznych i prawnych, nie artystycznych.

### Program Polska Cyfrowa

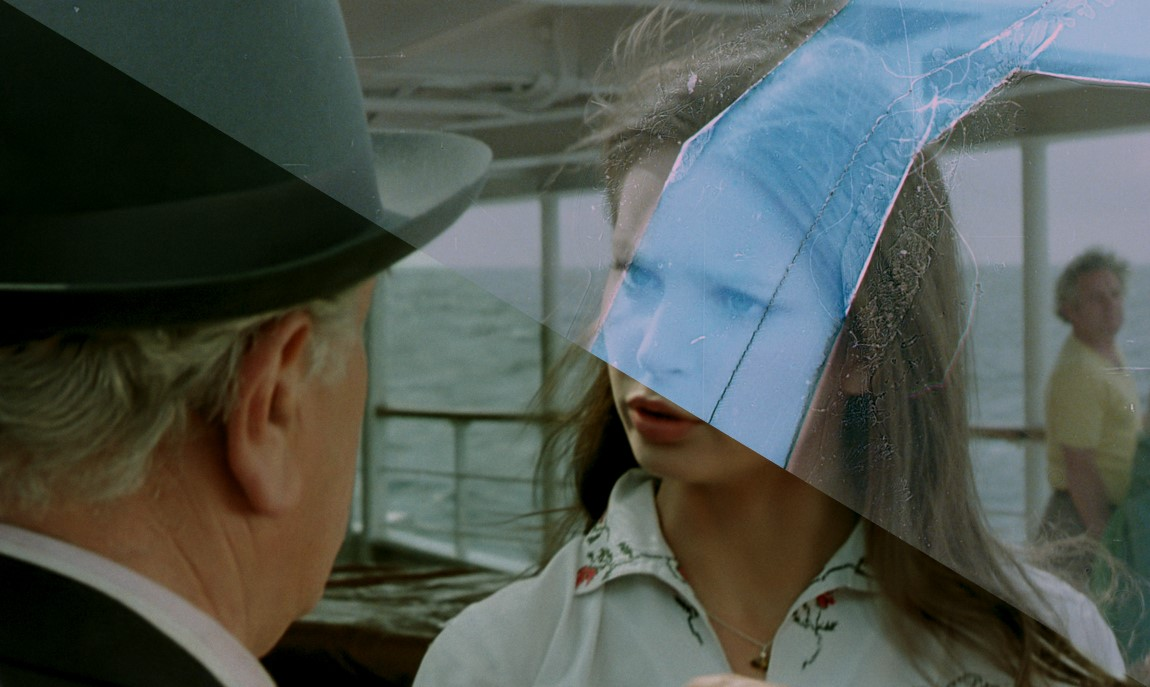
Polska Cyfrowa

Od 2017 roku PISF realizuje Program Polska Cyfrowa, którego głównym celem jest rekonstrukcja, digitalizacja i udostępnienie materiałów filmowych w postaci filmów pełnometrażowych, dokumentalnych, bajek i animacji, wyprodukowanych przez polskie studia filmowe. Projekt jest realizowany przez Konsorcjum w składzie: PISF (lider projektu zarządzający i koordynujący działaniami partnerów), Wytwórnia Filmów Dokumentalnych i Fabularnych w Warszawie oraz Studio Filmów Rysunkowych w Bielsku-Białej. W roku 2018 zrekonstruowano łącznie 23 filmy fabularne, 7 odcinków animacji oraz zdigitalizowano blisko tysiąc odcinków Polskiej Kroniki Filmowej. W roku 2019 zrekonstruowano 73 filmy fabularne, 14 filmów dokumentalnych, 266 odcinków filmów animowanych, 2 animacje pełnometrażowe oraz zdigitalizowano 2403 odcinki Polskiej Kroniki Filmowej.

### Nagrody PISF

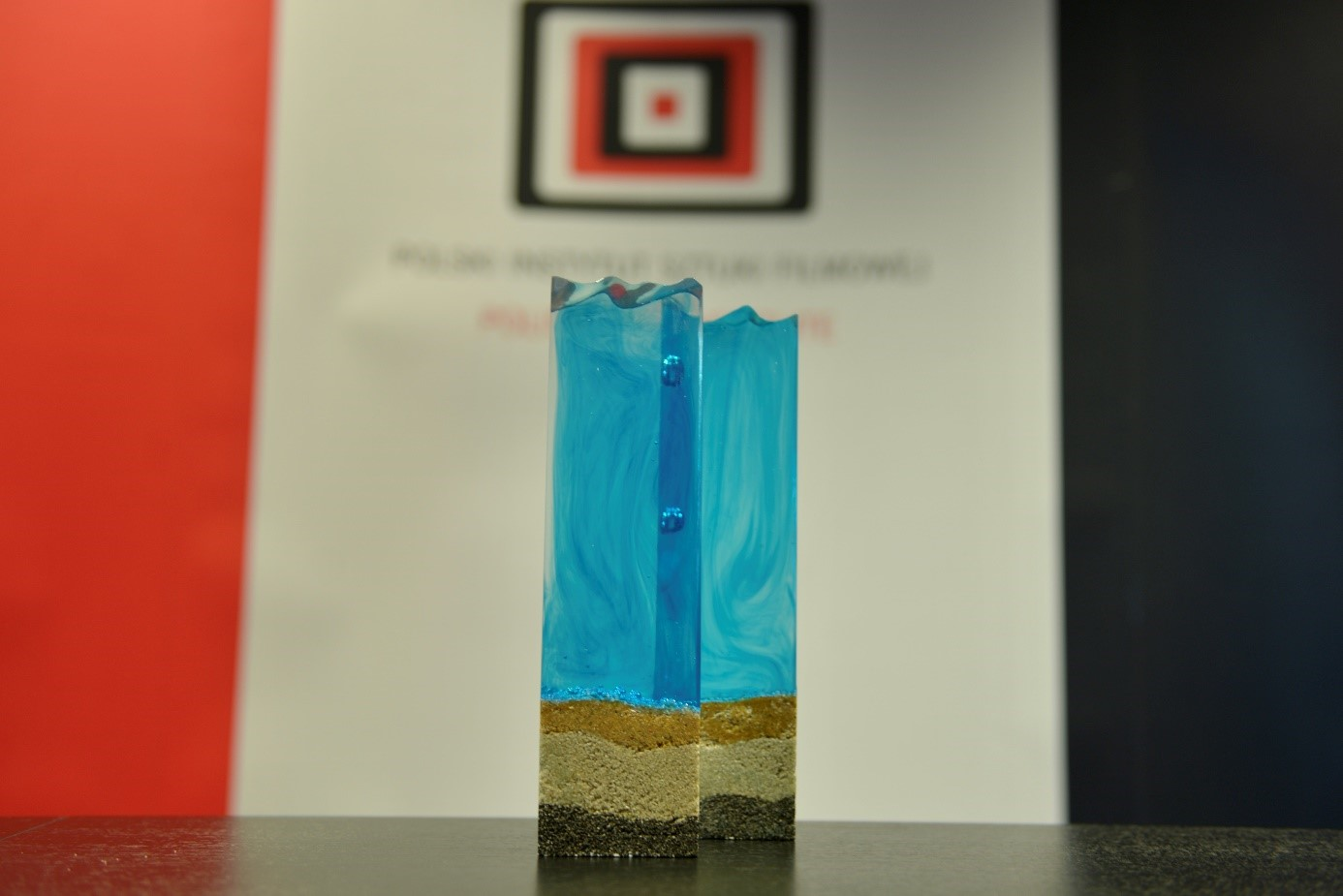
Nagroda PISF

PISF od wielu lat jest zaangażowany w organizację Festiwalu Polskich Filmów Fabularnych w Gdyni, podczas którego od 2008 roku przyznaje Nagrody Polskiego Instytutu Sztuki Filmowej dla osób i instytucji, które wyróżniły się w promocji polskiego kina. Statuetki przyznawane są w 9 kategoriach: Kino, Wydarzenie filmowe, Promocja polskiego filmu za granicą, Krytyka filmowa, Edukacja filmowa, Książka o tematyce filmowej, Dystrybucja polskiego filmu, Dyskusyjny Klub Filmowy, Plakat filmowy.
Nagrody PISF są szczególnym wyróżnieniem w branży filmowej. To jedyne polskie nagrody, wręczane w tylu kategoriach za znaczące osiągnięcia w upowszechnianiu i promocji polskiego kina. Nagrody honorują pracę ludzi i instytucji zajmujących się upowszechnianiem kultury filmowej, promocją polskiego kina oraz ułatwiających dostęp do polskiej twórczości filmowej. Kandydatów do nagrody mogą zgłaszać instytucje kultury, szkoły filmowe, władze samorządowe, instytucje pozarządowe związane z kulturą i inne podmioty działające w sektorze kultury.

### Komisja Oscarowa
Dyrektor Polskiego Instytutu Sztuki Filmowej powołuje Komisję Oscarową, która wyłania polskiego kandydata do Oscara w kategorii „najlepszy film międzynarodowy”. Instytut wspiera również kampanię zwiększającą szansę filmu na dostanie się na skróconą listę oscarową, tzw. shortlistę. W ramach promocji polskich kandydatów odbywa się szereg pokazów m.in. dla przedstawicieli członków Amerykańskiej Akademii Sztuki i Wiedzy Filmowej.

## Kontrowersje
3 października 2015 roku Magdalena Sroka została powołana na stanowisko dyrektorki PISF na pięcioletnią kadencję w drodze konkursu przeprowadzonego przez ministerkę kultury Małgorzatę Omilanowską. W listopadzie 2017 roku zakończyła się kadencja Rady PISF, a jej nowy skład został mianowany przez ministra Piotra Glińskiego. Zgodnie z procedurą ustawową minister zwrócił się do Rady z wnioskiem o opinię w sprawie odwołania Sroki, wskazując jako przyczynę „naruszenie przepisów prawa”. 9 października 2019 roku Rada PISF (przewodniczący Jacek Bromski) wydała negatywną opinię, nie znajdując podstaw do odwołania dyrektorki. Tego samego dnia minister Gliński podjął decyzję o odwołaniu Sroki, a wiceminister Paweł Lewandowski poinformował o planowanym konkursie na nowego dyrektora. W komunikacie ministerstwa jako przyczynę odwołania wskazano wysłanie przez dyrektorkę listu do prezesa Motion Picture Association of America, którego treść i forma zostały ocenione negatywnie przez resort. Rada PISF rozpatrywała sprawę tego listu cztery miesiące wcześniej, ustalając, że został on sporządzony bez wiedzy dyrektorki przez pracownika PISF, który następnie został zwolniony.
W lutym 2024 gildie i stowarzyszenia branżowe (m.in. KIPA, Stowarzyszenie Twórczyń Filmowych czy Szkoła Wajdy) wystosowały list do ministra kultury Bartłomieja Sienkiewicza, wyrażając zaniepokojenie sytuacją w PISF. 9 kwietnia 2024 roku NIK opublikowała raport z kontroli finansowania kinematografii, wskazując na nieprawidłowości w rozliczaniu dotacji ministerialnej oraz ograniczenia w dostępie do informacji publicznych. 11 kwietnia 2024 roku minister Sienkiewicz odwołał Radosława Śmigulskiego ze stanowiska dyrektora PISF przed zakończeniem jego drugiej kadencji (planowanej do 2027 roku) i powołał Kamilę Dorbach, byłą pracowniczkę PISF, na pełniącą obowiązki dyrektora. Sienkiewicz w uzasadnieniu swojej decyzji powiedział, że powodem jej podjęcia było „stosowanie cenzury, restrykcji wobec artystów, utrudnienia w rozliczaniu wniosków i dotacji, a także nieprzejrzystość w zakresie podejmowanych decyzji”. W maju 2024 roku PISF złożył do prokuratury zawiadomienie dotyczące wydatkowania przez Śmigulskiego środków publicznych na cele, które instytut uznał za niewłaściwe (sprawy sądowe, podróże zagraniczne, usługi gastronomiczne i inne wydatki). Śmigulski wydał z karty służbowej w latach 2022–2024 odpowiednio: 760, 830 i 350 tys. zł. Były dyrektor odniósł się do zarzutów, argumentując, że wydatki były związane z działalnością PISF. W czerwcu 2024 roku do CBA wpłynęło zawiadomienie o możliwych nieprawidłowościach w przyznawaniu dotacji podczas kadencji Śmigulskiego, szczególnie w związku z dofinansowaniem filmu Ministranci (reż. Piotr Domalewski, prod. Aurum Film).
Kamila Dorbach, która pracowała w PISF w latach 2019–2023 jako specjalistka ds. upowszechniania kultury filmowej i została zwolniona przez dyrektora Śmigulskiego, po jego odwołaniu 11 kwietnia 2024 roku została powołana na pełniącą obowiązki dyrektora PISF i przeprowadziła zmiany kadrowe. Podczas jej zarządzania nie wstrzymano dofinansowania filmu Ministranci mimo prowadzonych w tej sprawie postępowań przez prokuraturę i CBA. 4 lipca 2024 roku Karolina Rozwód wygrała konkurs na dyrektorkę PISF, a z rekomendacji ministerki kultury Hanny Wróblewskiej i wiceministra Andrzeja Wyrobca jej zastępczynią została Dorbach. 30 października 2024 roku Rozwód złożyła rezygnację z funkcji, w związku z czym obowiązki dyrektora ponownie przejęła Dorbach. 5 października Rozwód wycofała swoją rezygnację, motywując to otrzymaniem, jak określiła, „bezprawnej groźby” ze strony ministerki Wróblewskiej pod presją czasu. Ministerka zaprzeczyła takiej interpretacji ich rozmowy. Po wycofaniu swojej decyzji przez Rozwód ministerstwo wskazało na zarzuty wobec byłej dyrektorki, obejmujące m.in. dofinansowanie produkcji filmu Ministranci oraz opóźnienia w procesie wydawania decyzji o dofinansowaniu i opracowywaniu Programów Operacyjnych. Według Rozwód rzeczywistą przyczyną wywierania na nią presji w kierunku rezygnacji był jej zamiar zwolnienia swojej zastępczyni z powodu rzekomego zagubienia dokumentacji finansowej dotyczącej sprawy Śmigulskiego i niezgłoszenia tego faktu przełożonej. Później PISF zaprzeczył, jakoby zagubione zostały jakiekolwiek dokumenty. Ministerka Wróblewska miała zniechęcać Karolinę Rozwój do zmiany swojego zastępcy. Po rezygnacji Rozwód PISF złożył do prokuratury zawiadomienie w jej sprawie, ministerstwo ogłosiło nowy konkurs na dyrektora, a Polska Akademia Filmowa skierowała do ministerki list wyrażający obawy dotyczące niezależności PISF. Wiosną 2025 roku poinformowano o wszczęciu postępowania wyjaśniającego przez rzecznika dyscypliny finansów publicznych wobec byłej dyrektorki Karoliny Rozwód, prawdopodobnie w związku z wydaniem przez nią decyzji o dofinansowaniu filmu Ministranci.
Decyzje o dofinansowaniu produkcji filmowych podejmuje dyrektor PISF po zasięgnięciu opinii komisji eksperckich, które mają charakter doradczy. W przypadku odwołań i zwiększeń kwot dofinansowania (tzw. zwyżek) dyrektor podejmuje decyzje samodzielnie. Karolina Rozwód w ramach zwiększenia transparentności powołała kolegia doradcze do opiniowania wniosków o odwołania i zwyżki. W listopadzie 2024 roku – po rezygnacji Rozwód – p.o. dyrektora Kamila Dorbach początkowo nie uwzględniła wydanych wcześniej opinii kolegiów, a w połowie listopada je zlikwidowała, przywracając dyrektorowi pełną samodzielność w podejmowaniu tego rodzaju decyzji. W czerwcu 2024 i od listopada 2024 do stycznia 2025 roku wydała 66 decyzji na łączną kwotę 40,7 mln zł (dla porównania: Radosław Śmigulski przeznaczył na ten cel w 2022 roku 35,8 mln zł, a w 2023 roku 47,0 mln zł).